# 劉在朝
劉在朝（1587年8月28日—1646年6月27日），字长孺，号广乘，湖廣监利红城乡白家湾村人，明朝政治人物，同进士出身。

## 生平
万历四十三年（1615年）乡试中五十九名舉人。天启五年（1625年）成三甲第四十名进士，天启六年（1626年）授福清知县，崇祯三年（1630年）转国子助教。崇禎五年（1632年）年转户部江西司主事，次年升户部郎中，差山海关督饷，崇禎七年（1634年）升保定府知府。转易州兵备道，山西按察使司副使，入清後不仕。